# Кичево (община)
Вижте пояснителната страница за други значения на Кичево.
Кичево (на македонска литературна норма: Општина Кичево; на албански: Komuna e Kërçovës) е община в западната част на Северна Македония. Седалище ѝ е едноименният град Кичево. Кмет на община Кичево е Фатмир Дехари.

## История
През 2013 г. съгласно измененията в Закона за административно-териториалното деление на Северна Македония към община Кичево са присъединени общините Заяс, Другово, Вранещица и Осломей

## Структура на населението
До 2013 година според стария териториален обхват и според преброяването от 2002 година община Кичево има 30 138 жители.
| Етническа принадлежност | Процент |
| македонци               | 53,55%  |
| албанци                 | 30,53%  |
| турци                   | 8,06%   |
| роми                    | 5,41%   |
| власи                   | 0,25%   |
| сърби                   | 0,29%   |
| бошняци                 | 0,02%   |
| други                   | 1,89%   |

От 2013 година след присъединяването на бивши 4 общини към територията на община Кичево и според данните от преброяването от 2002 година в общината живеят 56 734 души като от тях:
| Етническа принадлежност | Процент |
| македонци               | 35,74%  |
| албанци                 | 54,51%  |
| турци                   | 5,28%   |
| роми                    | 2,87%   |
| други                   | 1,59%   |